# Sint-Michielskerk (Boezinge)

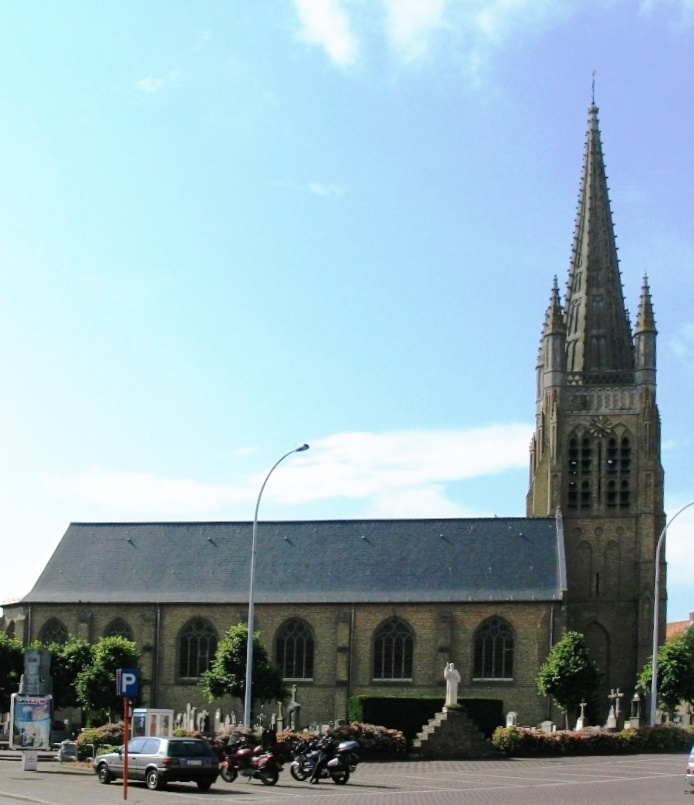
Sint-Michielskerk

De Sint-Michielskerk is de parochiekerk van de tot de West-Vlaamse gemeente Ieper behorende plaats Boezinge, gelegen aan Katspel 4.

## Geschiedenis
Vermoedelijk stond hier ooit een romaans kerkgebouw, dat in 1566 afbrandde ten gevolge van de Beeldenstorm. De kerk werd herbouwd als een laatgotische hallenkerk welke in 1624 gereed kwam. In 1648 werd deze kerk opnieuw verwoest, om in 1682 weer hersteld te zijn. Tijdens de Eerste Wereldoorlog werd de kerk verwoest om in 1925 te worden herbouwd onder leiding van Jules Coomans. Hierbij werd grotendeels de architectuur van de oorspronkelijke kerk gevolgd.

## Gebouw
Het betreft een driebeukige hallenkerk in gele baksteen met voorgebouwde westtoren. De sokkel is gedeeltelijk uitgevoerd in ijzerzandsteen, terwijl de torenspits in natuursteen werd opgetrokken. Op de trans staan vier hoektorentjes.

## Interieur
Het interieur wordt overwelfd door houten spitstongewelven.
De kerk bezit vier Oudenaardse wandtapijten (17e eeuw) welke episoden uit het leven van Sint-Franciscus Xaverius verbeelden.
De kerk wordt omringd door een kerkhof, dat ook Britse oorlogsgraven omvat. Ook in de kerk zijn diverse herinneringen aan de Eerste Wereldoorlog te vinden.